# Surányi Lajos
Surányi Lajos (Csongrád, 1885. június 23. – Budapest, 1969) szerkesztő, publicista, politikus.

## Élete
Surány György napszámos és Bernát Erzsébet fiaként született. 1904-1929 között Kassán élt, ahol tördelőként és szerkesztőként dolgozott. 1905-ben a kassai székhelyű felsőmagyarországi szociáldemokrata párt alapítója és vezető tisztségviselője, illetve a Kassai Munkás főszerkesztője lett.
A monarchia szétesésekor a kassai katonatanács, majd a munkástanács egyik vezéralakja. 1920-ban a Csehszlovák Szociáldemokrata Munkáspárt színeiben nemzetgyűlési képviselővé választották. 1921 elején részt vett a szlovákiai kommunista párt létrehozásában, amely képviselői klubjának tagja lett.
1922-ben rendezetlen állampolgársága miatt megfosztották képviselői mandátumától és kiutasították, de Csehszlovákiát csak 1929-ben hagyta el végleg. Ezt követően Miskolcon, majd Budapestén élt.
Történeti jellegű tanulmányokat írt.

## Művei
- A dunai népek tragédiája és Csehszlovákia (1929)
- Masaryk vétke a dunai népek ellen (1931)